# Marc de Maar
Marc de Maar (Assen, 15 februari 1984) is een Nederlands voormalig wielrenner en mountainbiker.

## Biografie

### Nationaliteiten
De Maar werd geboren in de Drentse hoofdstad Assen, met de Nederlandse nationaliteit. In 2010 besloot hij echter om voor de Nederlandse Antillen uit te komen. Na de splitsing van de Antillen in verschillende landen kwam De Maar in 2011 en 2012 uit voor Curaçao. Toen dat land in 2013 geen UCI-licentie meer kreeg, stapte De Maar over op een Amerikaanse licentie. Sinds 2014 rijdt hij weer onder Nederlandse licentie.

### Jeugd
De Maar begon op zijn veertiende met schaatsen en (in de zomer) wielrennen. Het fietsen ging hem beter af dan schaatsen. Zijn eerste koersen waren zogenaamde "demonstratiewedstrijden", gehouden in en om zijn geboorteplaats Assen. Zijn eerste echte koersen reed hij boven verwachting goed, maar hij haalde daarin geen ereplaatsen. In zijn tweede jaar bij de nieuwelingen werd hij gescout door Louis Delahaye. Dat jaar won hij een aantal criteriums in Nederland. Daarnaast won hij onder andere Lengerich-Tecklenburg-Lengerich en Polleur-Stoumont-Polleur. Aan het eind van 2000 tekende hij een tweejarig jeugdcontract voor de Rabobank.
In zijn eerste juniorenjaar (2001) won Marc de Maar onder andere de Omloop van de Maasvallei, de junioreneditie van de Alpenklassieker en Berg en Terblijt. Dat jaar werd hij 18e op het WK junioren. Het tweede jaar ging beduidend minder goed, ondanks het feit dat hij Rund um Düren won en tweede werd in de Ronde van Münsterland voor junioren. Zijn jeugdcontract bij Rabobank werd niet verlengd, waardoor De Maar overstapte naar het team van Löwik-Tegeltoko. Dat jaar werd hij 8e in de koers Rund um den Henninger-Turm. Na een reeks goede prestaties, overigens zonder overwinningen, haalde ploegleider Nico Verhoeven De Maar terug bij hetRabobank CT .
In 2004 en 2005 reed hij in de opleidingsploeg van Rabobank. In 2004 won hij de eendagswedstrijd Hasselt-Spa-Hasselt en in 2005 was hij zeer vaak succesvol. Hij won twee etappes in Olympia's Tour, een etappe en het eindklassement van de Ronde van de Loir-et-Cher en was ook de beste in de eindrangschikking van de Triptyque des Monts et Châteaux.

### Elite
Vervolgens reed de Maar tussen 2006 en 2009 bij de hoofdmacht van de Rabobank, waarvoor hij eenmaal de Giro (2006) en tweemaal de Vuelta (2007 en 2008) reed. 2009 viel grotendeels in het water door de Ziekte van Pfeiffer waardoor de Maar genoodzaakt was de Rabobank aan het einde van het jaar te verlaten. Hij vertrok vervolgens naar het Amerikaanse Unitedhealthcare presented by Maxxis. Na één seizoen tekende hij bij het Belgische Quick Step. Nadat hij eerder al kampioen werd van de Nederlandse Antillen, werd hij in 2011 kampioen van Curaçao, zowel op de weg als op de tijdrit. Na initiële problemen met de erkenning van Curaçao door de UCI, mocht De Maar vanaf de Ronde van Polen 2011 in zijn blauw-gele kampioenstrui rijden.
In 2012 keerde De Maar voor drie seizoenen terug bij het team van Unitedhealthcare. Sinds 2015 rijdt hij voor de Nederlandse ploeg Roompot Oranje Peloton. In 2017 maakte De Maar de switch naar het Mountainbiken. Wel bleef hij actief op de weg bij het bescheiden Chinese Hengxiang Cycling Team. Na een jaar stapte hij over naar Team Ukyo.

## Palmares

### Overwinningen
2004
Rund um den Henninger-Turm (U23)
Hasselt-Spa-Hasselt
2005
Eindklassement Triptyque des Monts et Châteaux
3e etappe Ronde van Loir-et-Cher
Eindklassement Ronde van Loir-et-Cher
proloog en 8e etappe Olympia's Tour
2e etappe Tour de Gironde
2010
3e en 5e etappe Ronde van Beauce
Antilliaans kampioen, tijdrijden
Antilliaans kampioen, wegwedstrijd
2011
 Curaçaos kampioen, tijdrijden
 Curaçaos kampioen, wegwedstrijd
 Pan-Amerikaanse Spelen, Wegwedstrijd
2012
 Curaçaos kampioen, tijdrijden
 Curaçaos kampioen, wegwedstrijd
5e etappe Ronde van Groot-Brittannië
2013
5e etappe Ronde van Beauce
2014
Bergklassement Ronde van Turkije
2e etappe Ronde van Noorwegen
2018
Eind-, berg- en puntenklassement Tour de Kumano

### Resultaten in voornaamste wedstrijden
| Jaar | Ronde van Italië | Ronde van Frankrijk | Ronde van Spanje |
| ---- | ---------------- | ------------------- | ---------------- |
| 2006 | 125e             |                     |                  |
| 2007 |                  |                     | 109e             |
| 2008 |                  |                     | 56e              |
| 2009 |                  |                     |                  |
| 2010 |                  |                     |                  |
| 2011 |                  |                     | 81e              |
| 2012 |                  |                     |                  |
| 2013 |                  |                     |                  |
| 2014 |                  |                     |                  |
| 2015 |                  |                     |                  |

| Jaar | Milaan-San Remo | Parijs-Roubaix | Amstel Gold Race | Luik-Bast.‑Luik | Ronde van Lombardije | Waalse Pijl | Parijs-Tours |  | WK op de weg |
| ---- | --------------- | -------------- | ---------------- | --------------- | -------------------- | ----------- | ------------ |  | ------------ |
| 2006 |                 | 60e            |                  |                 |                      |             |              |  |              |
| 2007 |                 |                |                  |                 | 90e                  |             | 63e          |  |              |
| 2008 | 92e             |                |                  |                 |                      |             | 113e         |  | opgave       |
| 2009 |                 |                |                  |                 |                      |             |              |  |              |
| 2010 |                 |                |                  |                 |                      |             |              |  |              |
| 2011 |                 |                | 84e              |                 |                      | 37e         |              |  |              |
| 2012 |                 |                |                  |                 |                      |             |              |  |              |
| 2013 |                 |                |                  |                 |                      |             |              |  |              |
| 2014 | 53e             |                |                  |                 |                      | opgave      |              |  |              |
| 2015 |                 |                | 86e              | opgave          |                      | 65e         |              |  |              |

Wielerploegen van Marc de Maar
Aernouts ·
Boom ·
Clement ·
Dekker ·
Elijzen ·
Eltink ·
Groenendaal · 
Heijboer ·
Kohl ·
de Knegt (tot 28/02) ·
de Kort ·
de Maar ·
Nys ·
Pauwels ·
Posthuma (tot 16/05) ·
Reus ·
Stamsnijder ·
Sutherland ·
Vastaranta
Aernouts ·
Boom ·
Clement ·
Dekkers ·
F. van Dulmen ·
T. van Dulmen ·
Elijzen ·
Groenendaal · 
Heijboer ·
de Knegt (tot 28/02) ·
Kozontsjoek ·
Leezer ·
de Maar ·
Nys ·
Pauwels ·
Reus ·
Stamsnijder ·
Vanthourenhout ·
van der Velde · 

van der Ven ·
Veelers ·
Walker
Ardila ·
Boogerd ·
Boven ·
Brown ·
E. Dekker ·
T. Dekker ·
Eltink ·
Flecha ·
Freire · 
de Groot ·
Hayman · 
Horrillo ·
Kolobnev ·
Löwik ·
de Maar ·
Mensjov ·
Niermann ·
Posthuma ·
Rasmussen ·
Reus ·
Scheuneman ·
Sentjens ·
Vastaranta ·
Veneberg ·
Walker ·
Wauters ·
Weening
Ardila ·
van Bon ·
Boogerd ·
Boven ·
Brown ·
Dekker ·
Eltink ·
Flecha ·
Flens ·
Freire · 
Gesink ·
de Groot ·
Hayman · 
van Heeswijk ·
Horrillo ·
Kozontsjoek ·
Langeveld ·
Löwik ·
de Maar ·
Mensjov ·
Moerenhout ·
Niermann ·
Posthuma ·
Rasmussen (tot 31/07) ·
Reus ·
Veneberg ·
Walker ·
Weening
Ardila ·
Boven (tot 16/04) ·
Brown ·
ten Dam ·
Dekker (tot 14/08) ·
Elijzen ·
Eltink ·
Flecha ·
Flens ·
Freire · 
Gesink ·
de Groot ·
Hayman · 
Horrillo ·
Kozontsjoek ·
Langeveld ·
Leezer ·
Löwik ·
de Maar ·
Martens ·
Mensjov ·
Moerenhout ·
Mollema ·
Niermann ·
Posthuma ·
Reus ·
Tankink ·
Walker ·
Weening ·
van Emden (stagiair) 
Ardila ·
Boom ·
Brown ·
Clement ·
ten Dam ·
van Emden ·
Flecha ·
Flens ·
Freire · 
Gárate ·
Gesink ·
de Groot ·
Hayman · 
Horrillo ·
Kozontsjoek ·
Langeveld ·
Leezer ·
de Maar ·
Martens ·
Mensjov ·
Moerenhout ·
Mollema ·
Niermann ·
Nuyens ·
Posthuma ·
Reus ·
Stamsnijder ·
Tankink ·
Tjallingii ·
Weening
Bandiera · Boonen · Cappelle · Cataldo · Chavanel · Chicchi · Ciolek · De Weert · Devenyns · Engels · Keisse · de Maar · Maes · Malacarne · Pineau · Reda · Robert · Seeldraeyers · Stauff · Steegmans · Štybar · Terpstra · Tratnik · Vandewalle · Van Impe · Van Keirsbulck · Vermote · Trentin (stagiair)
Asselman · Duijn · van Empel · van Ginneken · van Goethem · Groenewegen · Honig · Hoogerland · Kerkhof · M. Kreder · R. Kreder · W. Kreder · Lammertink · Looij · de Maar · Slik · Terpstra · de Vries
Araque · Hatanaka · Hirai · Hiratsuka · Hucker · Koishi · Kreder · de Maar · Nakai · Prades · Pujol · S. Tokuda · T. Tokuda · Yokotsuka · Yoshioka